# Форт-Пирс-Саут (Флорида)
Форт-Пирс-Саут (англ. Fort Pierce South) — статистически обособленная местность, расположенная в округе Сент-Луси (штат Флорида, США) с населением в 5672 человека по статистическим данным переписи 2000 года.

## География
По данным Бюро переписи населения США статистически обособленная местность Форт-Пирс-Саут имеет общую площадь в 11,65 квадратных километров, водных ресурсов в черте населённого пункта не имеется.

## Демография
По данным переписи населения 2000 года в Форт-Пирс-Саут проживало 5672 человека, 1478 семей, насчитывалось 2053 домашних хозяйств и 2213 жилых домов. Средняя плотность населения составляла около 486,87 человека на один квадратный километр. Расовый состав населённого пункта распределился следующим образом: 77,29 % белых, 13,13 % — чёрных или афроамериканцев, 0,05 % — коренных американцев, 1,16 % — азиатов, 0,05 % — выходцев с тихоокеанских островов, 2,57 % — представителей смешанных рас, 5,73 % — других народностей. Испаноговорящие составили 17,60 % от всех жителей статистически обособленной местности.
Из 2053 домашних хозяйств в 35,7 % воспитывали детей в возрасте до 18 лет, 51,0 % представляли собой совместно проживающие супружеские пары, в 14,9 % семей женщины проживали без мужей, 28,0 % не имели семей. 20,8 % от общего числа семей на момент переписи жили самостоятельно, при этом 7,8 % составили одинокие пожилые люди в возрасте 65 лет и старше. Средний размер домашнего хозяйства составил 2,76 человек, а средний размер семьи — 3,17 человек.
Население статистически обособленной местности по возрастному диапазону по данным переписи 2000 года распределилось следующим образом: 27,9 % — жители младше 18 лет, 10,6 % — между 18 и 24 годами, 29,0 % — от 25 до 44 лет, 21,1 % — от 45 до 64 лет и 11,4 % — в возрасте 65 лет и старше. Средний возраст жителей составил 33 года. На каждые 100 женщин в Форт-Пирс-Саут приходилось 96,3 мужчин, при этом на каждые сто женщин 18 лет и старше приходилось 97,7 мужчин также старше 18 лет.
Средний доход на одно домашнее хозяйство статистически обособленной местности составил 31 308 долларов США, а средний доход на одну семью — 35 383 доллара. При этом мужчины имели средний доход в 26 830 долларов США в год против 21 810 долларов среднегодового дохода у женщин. Доход на душу населения статистически обособленной местности составил 31 308 долларов в год. 12,0 % от всего числа семей в населённом пункте и 17,6 % от всей численности населения находилось на момент переписи населения за чертой бедности, при этом 26,1 % из них были моложе 18 лет и 9,7 % — в возрасте 65 лет и старше.